# Municipio de Worthington (Minnesota)
El municipio de Worthington (en inglés: Worthington Township) es un municipio ubicado en el condado de Nobles en el estado estadounidense de Minnesota. En el año 2010 tenía una población de 328 habitantes y una densidad poblacional de 4,46 personas por km².

## Geografía
El municipio de Worthington se encuentra ubicado en las coordenadas 43°38′4″N 95°38′25″O / 43.63444, -95.64028. Según la Oficina del Censo de los Estados Unidos, el municipio tiene una superficie total de 73.57 km², de la cual 73,47 km² corresponden a tierra firme y (0,13 %) 0,1 km² es agua.

## Demografía
Según el censo de 2010, había 328 personas residiendo en el municipio de Worthington. La densidad de población era de 4,46 hab./km². De los 328 habitantes, el municipio de Worthington estaba compuesto por el 94,21 % blancos, el 0,3 % eran afroamericanos, el 2,13 % eran asiáticos, el 3,35 % eran de otras razas. Del total de la población el 5,79 % eran hispanos o latinos de cualquier raza.